# Santiago García Carrero
Santiago García Carrero (Valencia, 14 de agosto de 1979), conocido deportivamente como Santi García, es un entrenador de fútbol español que actualmente es entrenador del FC Levadia II Tallinn de la Esiliiga, la segunda categoría nacional de Estonia. 

## Trayectoria
Comenzó su trayectoria en los banquillos en la temporada 2013-14 haciéndose cargo del Mislata Club de Fútbol, de las divisiones regionales de la Comunidad Valenciana.
En verano 2014, ingresa en la cantera del Levante UD donde dirigiría a equipos de categoría cadete y juvenil del conjunto granota durante tres temporadas.
En julio de 2017, tras salir del Levante UD, acepta una oferta de la Academia Kendall SC de Miami y se marcha a Estados Unidos donde trabajaría hasta abril de 2019, dirigiendo al equipo sub-19.
El 3 de diciembre de 2019, firma como entrenador del Silla CF de la Tercera División de España. Santi dirigiría al conjunto valenciano hasta junio de 2021, logrando disputar los playoff de Ascenso a Segunda RFEF.
El 24 de noviembre de 2022, se convierte en entrenador del FC Levadia II Tallinn de la Esiliiga, la segunda categoría nacional de Estonia. Santi sería avalado por la llegada de Curro Torres al banquillo del primer equipo que compite en la Meistriliiga.

## Clubes

### Como entrenador
| Club                             | País           | Años            |
| -------------------------------- | -------------- | --------------- |
| Mislata Club de Fútbol           | España         | 2013-2014       |
| Levante UD Categorías inferiores | España         | 2014-2017       |
| Kendall SC Sub-19                | Estados Unidos | 2017-2019       |
| Silla CF                         | España         | 2019-2021       |
| FC Levadia II Tallinn            | Estonia        | 2022-actualidad |